# 물방울 무늬

빨간색의 물방울 무늬와 노란색의 바탕무지

물방울 무늬(Polka dot) 또는 점 무늬(spot)는 같은 크기의 비교적 큰 원들로 채워져 구성된 패턴이다.
물방울 무늬는 일반적으로 아동복, 장난감, 가구, 도자기 및 동유럽 민속 예술에서 볼 수 있지만 다양한 맥락에서 나타난다. 현대 디자인에서 이 패턴은 공식적인 상황에서도 잘 표현되며 일반적으로 수영복과 란제리와 같은 더 발랄한 많은 복장에서 사용되곤 한다. 때로는 흰색에서 검은 색의 작은 점이 더 공식적인 옷에 채용되곤 한다.

## 같이 보기
- 스트라이프
- 무늬